# Bracon lucidator
Bracon lucidator är en stekelart som först beskrevs av Fabricius 1793.  Bracon lucidator ingår i släktet Bracon och familjen bracksteklar. Inga underarter finns listade.